# Neus Llinares Lavirgen
Neus Llinares Lavirgen (Polinyà de Xúquer, 21 de juliol de 1997) és una futbolista valenciana que ha jugat com a defensa a l'UE Alzira.
Va formar-se a les categories inferiors del Llevant UE, fitxant pel València als 17 anys. Va jugar amb fitxa a l'equip B fins a la temporada 2015-16, en què guanyaren la lliga de segona divisió. Un any després, va ascendir al primer equip. En 2016 ja havia estat convocada amb la selecció espanyola sub-19 i arribà a debutar amb l'absoluta. El 2018 deixà el València i fou fitxada per l'Alzira.